# Martin Myšička
Martin Myšička (ur. 9 marca 1970 w Przybramie w Czechosłowacji, obecnie Czechy) – czeski aktor filmowy i teatralny, reżyser. Od stycznia 2017 dyrektor artystyczny Teatru Dejvickiego.

## Filmografia
| Rok  | Tytuł oryginalny      | Tytuł polski            | Rola      |
| 1996 | Šeptej                | Szeptem                 | Kytka     |
| 2003 | Můj otec a další muži |                         |           |
| 2003 | Jedna ruka netleská   | Jedna ręka nie klaszcze | Psycholog |
| 2008 | Hlídač č. 47          | Stróż na kolei          |           |
| 2008 | Karamazovi            | Bracia Karamazow        | Aljoša    |
| 2009 | Protektor             | Protektor               | Franta    |